# John Cullen (Eishockeyspieler)
Barry John Cullen (* 2. August 1964 in Puslinch, Ontario) ist ein ehemaliger kanadischer Eishockeyspieler und -trainer, der im Verlauf seiner aktiven Karriere zwischen 1983 und 1998 unter anderem 674 Spiele für die Pittsburgh Penguins, Hartford Whalers, Toronto Maple Leafs und Tampa Bay Lightning in der National Hockey League (NHL) auf der Position des Centers bestritten hat. Neben zahlreichen Auszeichnungen der International Hockey League (IHL) erhielt Cullen im Jahr 1999 die Bill Masterton Memorial Trophy der NHL.

## Karriere
Cullen spielte während seiner Juniorenzeit in der National Collegiate Athletic Association (NCAA) für die Boston University. Dort zählte er zu den stärksten Spielern der Liga. Die Buffalo Sabres aus der National Hockey League (NHL) wählten ihn im NHL Supplemental Draft 1986 an der dritten Gesamtposition aus. Nach seiner Zeit in Boston wechselte Cullen in die International Hockey League (IHL) zu den Flint Spirits. Nach einer hervorragenden Saison dort mit 157 Scorerpunkten verpflichteten ihn die Pittsburgh Penguins als Free Agent.
Zur Saison 1988/89 schaffte er gleich den Durchbruch. Doch erst in seiner zweiten Saison, in der er es auf 92 Punkte brachte, konnte er seine Stärke zeigen. In der Saison 1990/91 hatte er bereits nach 65 Spielen 94 Punkte erreicht, bevor er gemeinsam mit Zarley Zalapski und Jeff Parker an die Hartford Whalers abgegeben wurde, um Ron Francis, Grant Jennings und Ulf Samuelsson zu den Penguins zu holen. Dort beendete er seine beste Saison seiner Karriere mit 110 Punkten. Auch im folgenden Jahr in Hartford war er erfolgreich, doch im Lauf der Saison 1992/93 wurde er an die Toronto Maple Leafs abgegeben, bei denen schon sein Vater Barry Cullen und sein Onkel Brian Cullen gespielt hatten. Er half den Leafs beim Einzug in die Conference Finals, doch die eineinhalb Jahre in Toronto waren von zahlreichen Verletzungen überschattet.
Zur streikbedingt später startenden Saison 1994/95 kehrte er nach Pittsburgh zurück, konnte dort aber nicht an die früheren Leistungen anschließen, und so wechselte er zur Saison 1995/96 zu den Tampa Bay Lightning. Nach zwei ordentlichen Spielzeiten wurde bei ihm ein Non-Hodgkin-Lymphom diagnostiziert. Durch Chemotherapien schwer gezeichnet, pausierte er im Spieljahr 1997/98 komplett, doch es gelang ihm, den Krebs zu überwinden, und zur Saison 1998/99 schaffte er sogar den Sprung zurück in die NHL. Nach vier Spielen mit den Lightning und sechs weiteren in der IHL bei den Cleveland Lumberjacks beendete er jedoch seine aktive Karriere und war noch ein weiteres Jahr als Assistenztrainer in Tampa angestellt.
Ihm zu Ehren wurde zum Ende der IHL-Spielzeit 1996/97 erstmals der nach ihm benannte John Cullen Award vergeben, der an denjenigen Spieler vergeben wurde, der sich nach einer langwierigen Verletzung oder Krankheit ins Team zurückkämpfte und mit seinen Leistungen zum Erfolg der Mannschaft beitrug. Im Jahr 1999 erhielt Cullen die Bill Masterton Memorial Trophy.

### International
Mit der kanadischen Nationalmannschaft nahm Cullen an der Weltmeisterschaft 1990 teil. Bei den Welttitelkämpfen in der Schweiz belegte er mit der Mannschaft den vierten Platz. In zehn Turnierspielen erzielte der Stürmer einen Treffer und bereitete drei weitere vor.

## Erfolge und Auszeichnungen
| - 1984 ECAC Rookie of the Year - 1985 Hockey East First All-Star Team - 1986 Hockey East First All-Star Team - 1986 NCAA East Second All-American Team - 1987 Hockey East Second All-Star Team - 1988 James Gatschene Memorial Trophy | - 1988 Garry F. Longman Memorial Trophy (gemeinsam mit Ed Belfour) - 1988 Leo P. Lamoureux Memorial Trophy - 1988 IHL First All-Star Team - 1991 Teilnahme am NHL All-Star Game - 1992 Teilnahme am NHL All-Star Game - 1999 Bill Masterton Memorial Trophy |

## Karrierestatistik

### International
Vertrat Kanada bei:
- Weltmeisterschaft 1990

(Legende zur Spielerstatistik: Sp oder GP = absolvierte Spiele; T oder G = erzielte Tore; V oder A = erzielte Assists; Pkt oder Pts = erzielte Scorerpunkte; SM oder PIM = erhaltene Strafminuten; +/− = Plus/Minus-Bilanz; PP = erzielte Überzahltore; SH = erzielte Unterzahltore; GW = erzielte Siegtore; 1 Play-downs/Relegation; Kursiv: Statistik nicht vollständig)

## Familie
Cullen entstammt einer Eishockeyfamilie. Bereits sein Vater Barry Cullen sowie dessen Brüder Brian Cullen und Ray Cullen schafften den Sprung als Profis in die National Hockey League (NHL) und konnten sich dort etablieren. Ebenso wurden die Söhne seines Bruders – Matt, Mark und Joe – allesamt Profispieler. Der erfolgreichste war dabei Matt Cullen, der annähernd 1650 Partien in der NHL bestritt und dreimal den und dreimal den Stanley Cup gewann. Mit Logan Morrison ist ein weiterer Neffe von John Cullen im professionellen Eishockey tätig.